# 574 (szám)
Az 574 (római számmal: DLXXIV) egy természetes szám, szfenikus szám, a 2, a 7 és a 41 szorzata.

## A szám a matematikában
A tízes számrendszerbeli 574-es a kettes számrendszerben 1000111110, a nyolcas számrendszerben 1076, a tizenhatos számrendszerben 23E alakban írható fel.
Az 574 páros szám, összetett szám, azon belül szfenikus szám, kanonikus alakban a 21 · 71 · 411 szorzattal, normálalakban az 5,74 · 102 szorzattal írható fel. Nyolc osztója van a természetes számok halmazán, ezek növekvő sorrendben: 1, 2, 7, 14, 41, 82, 287 és 574.
Az 574 négyzete 329 476, köbe 189 119 224, négyzetgyöke 23,95830, köbgyöke 8,31069, reciproka 0,0017422. Az 574 egység sugarú kör kerülete 3606,54837 egység, területe 1 035 079,381 területegység; az 574 egység sugarú gömb térfogata 792 180 753,0 térfogategység.